# Umberto Bignardi
Umberto Bignardi (Bologna, 25 marzo 1935 – Milano, 22 gennaio 2022) è stato un pittore italiano.

## Biografia
Umberto Bignardi nasce a Bologna nel 1935. Nel 1954 si iscrive al corso di scenografia all’Accademia di Belle Arti della sua città e l’anno seguente si trasferisce a Roma dove prosegue quegli studi nel corso di Toti Scialoja.
Alla fine degli anni ’50 si dedica completamente alla pittura e nel 1959 espone per la prima volta nella mostra collettiva “Giovane pittura a Roma” alla galleria La Tartaruga di Plinio De Martiis. Durante tutto il 1960 lavora ad un ciclo di tecniche miste su carta e nel 1961, sempre alla galleria La Tartaruga tiene la sua prima mostra personale. Nel corso del 1962 realizza una serie di grandi collages su tela in cui compone, tra zone dipinte, immagini fotografiche scelte dalla pubblicità americana. Questi lavori sono poi esposti, nel marzo del 1963, in una mostra personale alla nuova sede della Tartaruga in Piazza del Popolo.
Nel 1964 allestisce una mostra personale alla galleria De’ Foscherari di Bologna. Nello stesso anno espone nella mostra collettiva “Arte nuova” al Lunds Konstall in Svezia e alla mostra collettiva "Angeli,Bignardi,Festa,Fioroni,Kounellis,Lombardo,Mambor,Tacchi" alla Galleria La Tartaruga di Roma.
Nel 1965 inizia ad interessarsi alla trasposizione grafico pittorica delle cronofotografie di E. Muybridge e dei fotofinish. Nel 1966 realizza una mostra personale alla galleria L’Attico di Roma ed espone le sue opere alla XXXVII Biennale di Venezia e alla collettiva "Lavori in corso", Teatro la Fenice a Venezia. In quell'anno si avvicina al cinema indipendente tramite l’amicizia con Alfredo Leonardi ed inizia la collaborazione con alcuni esponenti del teatro-immagine. Da queste esperienze nel 1967 crea il “Rotor”, uno schermo cilindrico ruotante, concepito come un tutt’uno con la proiezione del film Motion/Vision, sul quale si alternano superfici riflettenti e assorbenti. Il Rotor verrà poi esposto in due mostre collettive: “Fuoco, Immagine, Acqua, Terra” alla galleria l’Attico di Roma in giugno e “Arte Povera, Im-Spazio” alla galleria La Bertesca di Genova a settembre.
Nel 1967 progetta l’impianto scenico e cura la regia dei filmati per lo spettacolo teatrale “Illuminazione”,  regia teatrale di Mario Ricci, e realizza due mostre personali, una alla galleria Modern Art Agency di Napoli, l’altra alla Galleria del Deposito a Genova. Nel 1968 espone allo Stadlisches Museum di Wiesbaden e al Kunsthaus Hamburg. 
Sempre nel 1968 realizza le scenografie e i costumi per "Histoire du Soldat" che va in scena alla Haus der Kunst di Monaco di Baviera con la regia di Florian Furtwangler.
Nel 1969 intraprende una lunga collaborazione con l’industria elettronica d’avanguradia prima con Olivetti, poi con IBM, sviluppando progetti di innovativi sistemi multimmagine e multimedia. L’opera più nota di quel periodo è l’installazione audiovisiva “Implicor”, un grande ambiente con schermi specchi (1969/70) esposta al MoMA di New York nel 1972 per l’esposizione “Italy, the new domestic landskape” e nel 1973 al’ I.C.S.I. D.(International Council of Societas of Industrial Design) per la sua convention mondiale a Ibiza. Sempre nel 1973 espone alla Triennale di Milano. Nel 1974 è al Design Zentrum di Berlino con il programma “Die stadt, Bild und Wirkung”.
Con l’inizio degli anni ’90 si riavvicina al mondo della pittura: nel 1994 espone in una mostra antologica al Museo Laboratorio d’Arte Contemporanea della Università "La Sapienza" di Roma dove, oltre ad opere storiche, presenta una serie di nuove tavole su carta eseguite nei primi anni ’90 influenzate dalla sua esperienza con Olivetti ed IBM; in contemporanea tiene una mostra personale alla galleria Il Segno di Roma. Nel 1995 partecipa all’esposizione “La sindrome di Leonardo, Arte Design in Italia 1940/1975” alla palazzina di caccia di Stupinigi, Torino e tiene la performance “Transepocale” alla galleria Neon di Bologna con video espanso, musica viva e tecniche miste su carta.
Nel 1995 insegna alla Accademia di belle arti di Milano Brera.
Dal 1996 al 1999 insegna all'Accademia ACME di Milano.
Nel 1998 insegna all'Accademia di belle arti di Roma.
Nel 1999 espone nella mostra collettiva “L’arte pop in Italia, pittura, design, grafica negli anni ’60” alla galleria Niccoli di Parma. 
Nel 2000 allestisce il progetto multimediale "Ritorno alla città" in collaborazione con Alvin Curran e il Link di Bologna per il festival Netmage. L'evento/performance/concerto si svolge in contemporanea presso il Link e il Teatro anatomico dell'Archiginnasio di Bologna dove alcuni giovani musicisti (tra i quali la figlia Olivia Bignardi) suonano collegati da un ponte radio.
Nel 2000 espone nella mostra collettiva “Mitici ’60, aspetti della ricerca” al Complesso Monumentale del San Giovanni, Catanzaro.
Nel 2005 espone in una mostra personale alla galleria “Arte e Arte" di Bologna.
Nel 2006 espone a Roma presso la Fondazione de Candia.
Nel 2007 partecipa alla esposizione “Pop Art Italia, 1958-1968” alla Galleria Civica di Modena. Nel 2008 espone al Centro per l’Arte Diego Martelli, Castello Pasquini di Castiglioncello in: “Il cinema dei pittori, le arti e il cinema italiano 1940-1980".
Nel 2010 espone “Ultramegadrops" nell’ambito di Mal d'Archive un progetto di Careof DOCVA di Milano in collaborazione con documents d’artistes, Galerie de la Friche, Marseille. Nel 2013 la Camera Verde di Roma edita una cartella di lavori i cui disegni originali vengono esposti nella mostra “Archivio ineluttabile” dello stesso anno mentre nel 2014 “Les editions de La Camera Verde” presenta la cartella alla Galerie Laure Rayonette di Parigi.
Nel 2015 espone alla Tate Modern di Londra l’opera “Motion/Vision” 1966/67, che verrà poi ripresentata anche nel maggio 2016 al Teatro di Palazzo Grassi a Venezia in occasione della mostra “IMAGINA, l’arte italiana 1960-69" alla collezione Guggenheim di Venezia”.
Nel 2016 espone nelle importanti mostre retrospettive “Roma Pop City anni’60”, museo MACRO di Roma e “ITALIA POP”, Fondazione Magnani Rocca, Parma.
Nel 2016 realizza la sua personale "Umberto Bignardi: una stagione Pop 1959-1968", presso la Galleria Bianconi di Milano.
Nel 2018 espone a Camera Torino, nella mostra "Camera Pop ".
Nel 2020 realizza la personale "Umberto Bignardi sperimentazioni visuali a Roma 1964-1967", Galleria Bianconi Milano.
Nel 2021 espone a Vicenza nella mostra "Futuro arte e società dagli anni sessanta a domani" presso Gallerie d'Italia.
Nel 2022 il Fantavisore viene esposto alla Galleria d'Arte Moderna di Roma nella mostra "Il video rende felici".
Maggio 2023 Talk sull'artista Umberto Bignardi, intervengono Laura Cherubini, Roberto Casiraghi, Lorenzo Madaro, Valentino Catricalà ed Eugenio Viola presso l'Accademia di Belle Arti di Brera, Milano.
Umberto Bignardi muore a Milano il 22 gennaio 2022.
https://www.umbertobignardi.it official site

## Collezioni
- Galleria Nazionale d'Arte Moderna, Roma
- Mambo, Bologna
- Museo Civico, Livorno
- Collezione Cavellini
- Banca commerciale,